# Croce celtica

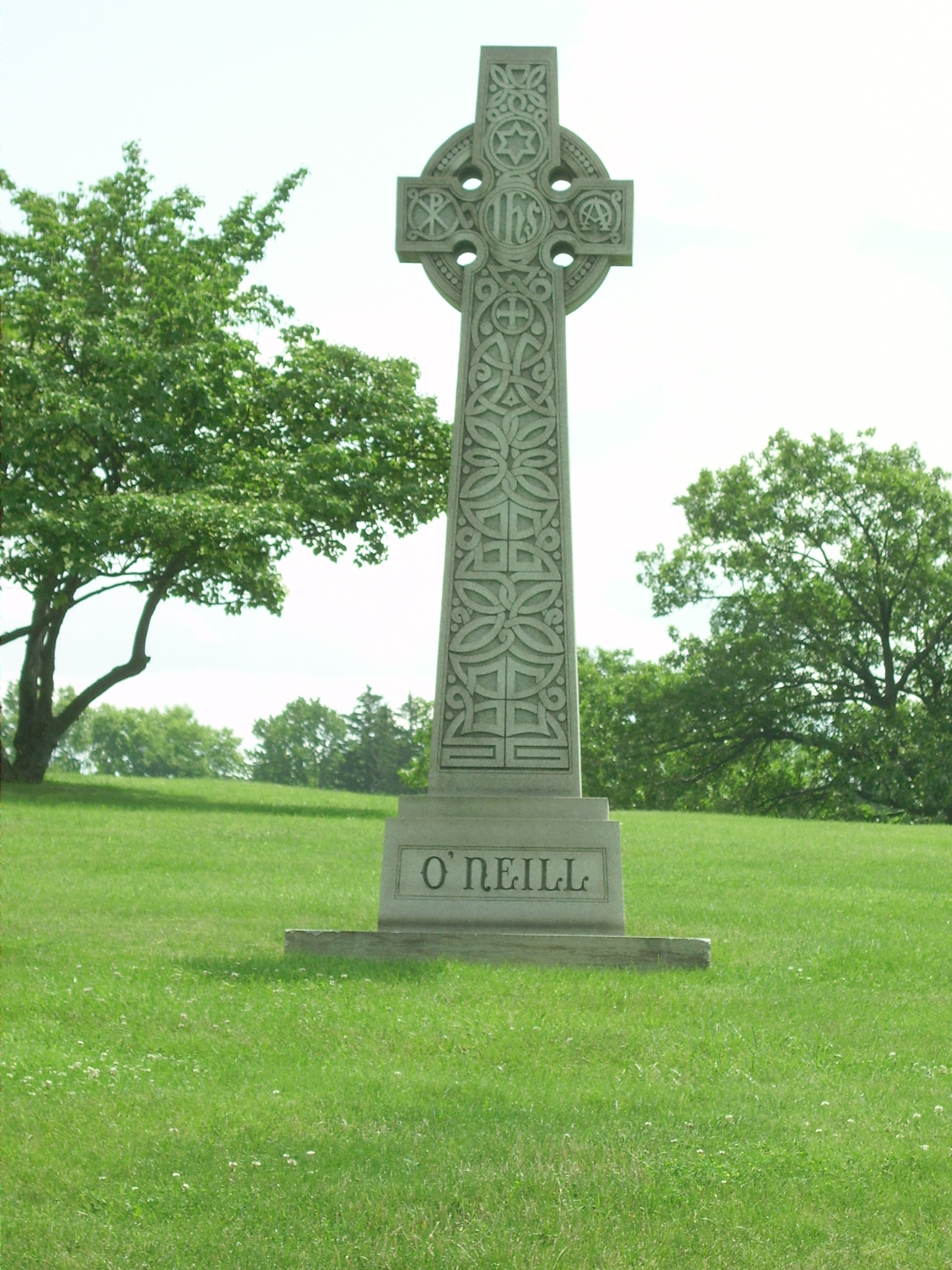
Una croce celtica nel Calvary Cemetery (Cleveland, Ohio)

La croce celtica (o croce di San Patrizio) è un antico simbolo afferente alla tradizione celtica precristiana.
Geometricamente semplice (deriva dalla sovrapposizione di un cerchio vuoto su una croce latina, di modo che il centro del cerchio coincida con il punto di intersezione dei bracci della croce), spesso viene confusa o sovrapposta con simboli storicamente precedenti o successivi (come ruote solari e croci solari o altri di epoca neolitica). Nel periodo medioevale, queste simbologie vennero utilizzate in ambito cristiano, in particolare dal cristianesimo celtico, mentre dopo la seconda guerra mondiale la croce è stata riutilizzata in ambito politico anche a seguito dell'utilizzazione di padre Paul Doncoeur, veterano di guerra e presidente della Fédération nationale catholique del generale Édouard de Castelnau.
Diventata in seguito un simbolo tipico di alcuni movimenti politici e partiti, specialmente di estrema destra, il suo uso viene osteggiato dagli oppositori di tali ideologie. Il significato della croce celtica, come indicato dai gruppi neo-druidici, non ha invece alcuna base storica. Sin dal XIX secolo il suo utilizzo è comunque esteso in vari ambiti come quelli sportivi, come si evince ad esempio dallo stemma della Gaelic Athletic Association fondata nel 1884.

## Origini
Nelle regioni celtiche d'Irlanda e Gran Bretagna si trovano molte croci celtiche isolate, erette a partire per lo meno dal VII secolo. Alcune di queste portano iscrizioni in alfabeto runico. Tali croci si rinvengono in Cornovaglia, Galles e nelle Isole Ebridi (in particolare sull'Isola di Iona) e altrove in Scozia. La maggior parte, però, si trova in Irlanda.
Altre croci di pietra sono state rinvenute in Cumbria e nel sud della Scozia, anche se alcune di queste sono di fabbricazione anglosassone. Le croci celtiche più famose sono la Croce di Kells, County Meath, e le croci in Monasterboice, County Louth, e la Croce delle Scritture, Clonmacnoise, queste ultime in Irlanda.
Ci sono numerose rappresentazioni di croci con un cerchio anche prima del Cristianesimo. Spesso chiamate "croci solari", sono state rinvenute nel Nord Ovest dell'Europa (il simbolo fu associato al dio Norreno Odino) e anche nei Pirenei e nella Penisola Iberica. Non vi sono però prove di un collegamento o di un'origine comune con la croce Cristiana.
La parola inglese cross, corrispondente a "croce" in italiano, deriva solo indirettamente dal latino crux, crucis, passando attraverso l'antico irlandese cros e forse poi il norreno kross.

## Significati tradizionali
Il significato più comunemente assegnato a questo simbolo è quello solare, unito ad un significato di tramite e collegamento tra mondo terreno e mondo celeste, dovuto al fatto che sovente l'asse orizzontale viene ricondotto alla rappresentazione della dimensione terrena mentre quello verticale alla dimensione celeste.
Nell'analisi del simbolo della croce celtica è importante porre attenzione al centro della croce, il punto fisso che tutte le tradizioni sono concordi a designare simbolicamente come il Polo, perché è attorno ad esso che si effettua la rotazione del mondo, rappresentata generalmente dalla ruota, sia presso i Celti sia presso i Caldei e gli Indù. Il centro, il punto fisso, è il Chakravarti o monarca universale: letteralmente è colui che fa girare la ruota, colui cioè che, posto al centro di tutte le cose, ne dirige il movimento senza parteciparvi egli stesso, o che secondo l'espressione di Aristotele, ne è il motore immobile.. Secondo René Guénon si tratta di un simbolo di movimento, che indica una rotazione intorno ad un centro immobile.
La forza vorticosa di rivoluzione ciclica sviluppatasi dal centro, motore immobile, porta ad una trasposizione in chiave metapolitica che rimanda al capo di un popolo, che deve essere l'Essere puro per ordinare in modo sacro la società che è destinato a governare senza che, però, gli umori e le pulsioni inferiori della massa lo possano turbare..

## Significati odierni

### Nei paesi anglosassoni

Logo della Irish Football Association

Il revival celtico della metà del XIX secolo ha portato ad un maggiore uso e creazione di croci celtiche in Irlanda. Nel 1853, diverse esibizioni di croci celtiche storiche furono esposte all'esposizione industriale di Dublino. Nel 1857, Henry O'Neill pubblicò le illustrazioni più interessanti delle croci scolpite dell'antica Irlanda. Questi due eventi hanno stimolato l'interesse per la croce celtica come simbolo di un rinnovato senso del patrimonio in Irlanda.
Nuove versioni della croce furono progettate per i monumenti del cimitero nella Dublino vittoriana negli anni '60 dell'Ottocento e ancor oggi come indicatore di tombe. Da Dublino, il risveglio si diffuse nel resto del paese e oltre. Sin dalla rinascita celtica, la croce anellata divenne un emblema dell'identità celtica, oltre al suo simbolismo religioso più tradizionale.
L'interesse moderno per il simbolo è aumentato a causa di Alexander e Euphemia Ritchie. I due lavorarono sull'isola di Iona in Scozia dal 1899 al 1940 e utilizzarono la croce celtica in gioielleria. Oggi usare la croce celtica nella moda è ancora popolare.
In ambito sportivo sia la Gaelic Athletic Association che la nazionale di calcio dell'Irlanda del Nord hanno utilizzato versioni della croce celtica nei loro loghi e badge. La Chiesa in Galles dal 1954 ha al centro del simbolo una croce celtica.

### Come simbolo politico

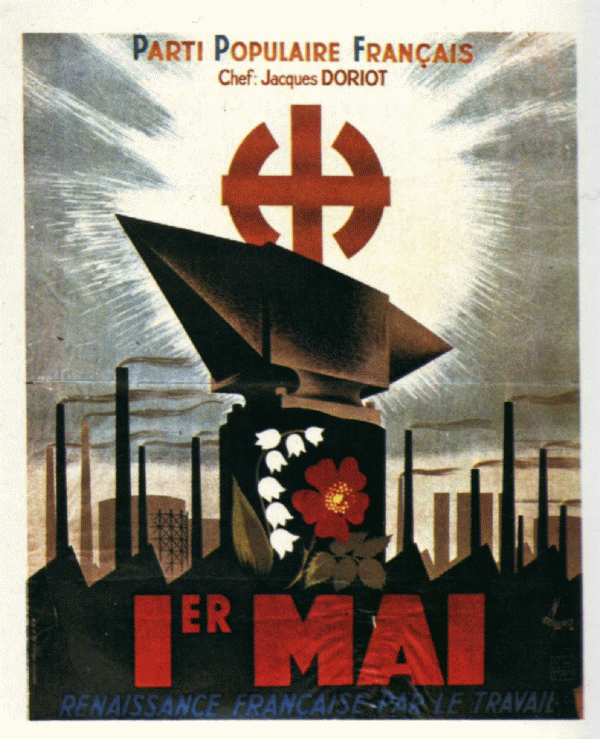
Manifesto di propaganda del Partito Popolare Francese

Una versione semplificata della croce celtica è divenuta simbolo per i movimenti neofascisti e suprematisti bianchi.
Venne utilizzata dai filo-nazisti in Norvegia nel corso degli anni Trenta e Quaranta e più recentemente da gruppi neonazisti ed altri gruppi suprematisti bianchi come il Ku Klux Klan, naziskin o gruppi che si richiamano al neoguelfismo. La croce celtica è divenuta simbolo di movimenti di estrema destra in tutta Europa, adottata anche dai neo-guelfi per difendere la tradizione cattolica. La versione usualmente semplificata della croce celtica da parte di questi gruppi (una versione più corta e squadrata) era visibile anche nel logo del forum estremista Stormfront. L''uso del simbolo in questi contesti rientra nel concetto di appropriazione culturale.
L'uso politico nell'estrema destra rappresenta solo uno dei tanti usi moderni del simbolo. Varie forme del simbolo vengono associate recentemente anche al neopaganesimo, al cattolicesimo, al patriottismo irlandese e agli skinhead inglesi di sinistra. La maggioranza degli usi moderni della croce celtica non sono da ricondursi a gruppi di estrema destra.
Le associazioni culturali della croce celtica, e più propriamente della "croce solare" simbolo derivante morfologicamente dalla prima, hanno incoraggiato fin dagli anni sessanta l'adozione di una forma stilizzata dell'emblema, da parte di diversi gruppi di estrema destra, in particolare in Francia (dove era il simbolo degli attivisti dell'OAS).

#### La croce celtica nella destra francese
In Francia l'uso politico di questo simbolo ha una storia precisa e delineata con tanto di accertata attribuzione del primigenio uso in politica, è infatti Jacques Doriot, leader del Partito Popolare Francese, ad adottarlo - seppur in forma graficamente differente da quella canonica - negli anni trenta come simbolo del suo raggruppamento. Tra i partiti collaborazionisti della Francia di Vichy esso è considerato generalmente come il più vicino al Nazismo.
La croce celtica fu poi il simbolo di Jeune Nation, un movimento nazionalista francese degli anni 1940 fondato da Albert Heuclin, con membri Jean Marot, Jacques Wagner e i fratelli Sidos, andatosi poi a fondere nell'organizzazione paramilitare clandestina Organisation armée secrète.
Risulta inoltre che la croce celtica fu adottata dalla 33a Waffen-Grenadier-Division, reggimento formato da unità francesi di volontari nelle forze di occupazione tedesche della Wehrmacht e successivamente nelle Waffen-SS, mentre rientra nel simbolo tattico della 13a Panzer-Division, e fondendosi in una svastica, nella 5a SS-Panzer-Division.
Fu infine adottata dall'OAS nel 1961, ed oggi è usata come simbolo dalle associazioni Occident e GUD.

#### La croce celtica nella destra italiana (dall'adozione agli anni '80)

Croce celtica adottata dai movimenti di estrema destra

Croce celtica nella forma e nelle colorazioni rappresentate principalmente sulle bandiere

Secondo la ricostruzione di Luciano Lanna e Filippo Rossi fu il movimento europeista transnazionale Jeune Europe (la Giovane Europa), fondato dal belga Jean Thiriart, ad esportare la croce celtica anche in Italia negli anni sessanta, grazie ad un intenso scambio culturale con i giovani italiani. Quegli anni sono quelli che vedono l'alleanza stretta dal MSI, il Movimento Sociale Italiano, con il raggruppamento dei monarchici non portare alcun risultato elettorale e gli anni del movimentato periodo, successivo al congresso nazionale del MSI di Milano del 24-26 novembre 1956, che porterà alla crisi del 1957, anno noto come l'anno delle diaspore, ed alla nascita di una serie di partiti, partitini, movimenti, organizzazioni, associazioni che non si riconoscono più nel MSI.
Il dibattito congressuale del 1956, tutto incentrato sull'"essere fascisti in democrazia", appare datato alle diverse componenti giovanili del partito che rifiutano continuità storica con il fascismo nel linguaggio, nella simbologia e nei riferimenti ideologici e culturali. La simbologia inizia così a modificarsi alla pari dei punti di riferimento tra cui Mircea Eliade, Corneliu Codreanu, Massimo Scaligero, Pio Filippani Ronconi, Davis Neel, René Guénon. La lettura di questi studiosi delle religioni, oltre ad avere implicazioni a livello di pensiero politico, rappresenta per i giovani della destra anche l'opportunità di conoscere un universo simbolico che è nuovo per il contesto nazionale, da sempre legato alla vetusta simbologia fascista, e di comprendere in modo profondo il significato di questi simboli, tra i quali figura la croce celtica.
La nascita di Jeune Europe, nel 1963, segna l'ascesa di una visione nuova della politica all'interno dello scenario offerto dalla Guerra fredda e a destra cresce un movimento dichiaratamente terzaforzista e antimperialista, con appendici anche in Italia, che ha come obiettivo il rafforzamento dell'Europa contro i due opposti imperialismi, quello sovietico e quello statunitense. In Italia il primo gruppo che aderisce a Jeune Europe ha il nome di Giovane Nazione, che cambierà nel 1963 per prendere quello di Giovane Europa, ed annovera tra i suoi membri personalità come Claudio Mutti e Franco Cardini. Proprio quest'ultimo ricorda come il movimento guardi con interesse al nasserismo, al peronismo e al guevarismo, rifiuti il nazionalismo ottocentesco, appoggi la lotta degli arabi e dei palestinesi contro il sionismo e l'americanismo e si impegni a far comprendere all'opinione pubblica europea lo stato di servitù in cui versa all'epoca il continente. Lo slogan più diffuso tra questi giovani è semplice e diretto: Europa nazione. Numerose scritte lo riproducono su muri e volantini accompagnate dal simbolo della croce celtica.
È proprio negli anni settanta che la croce celtica adottata da Giovane Europa comincia a fare la sua apparizione ufficiale anche nel Fronte della Gioventù, l'organizzazione giovanile del MSI, fino a quando nel 1978 scoppia quello che nell'ambiente della destra politica viene definito il caso-celtica, con i vertici del partito che arrivano a vietarne l'uso. Il tentativo del MSI di difendere i vecchi simboli nostalgici del fascismo si dimostra vano ed anche il Fuan, l'organizzazione degli universitari missini, adotta la celtica all'interno del suo stemma.
Tra le ragioni dell'adozione di questo simbolo da parte delle destre giovanili, sia quelle legate sia quelle indipendenti dal MSI, vi è la facilità di riproduzione e la chiara visibilità del simbolo (si potrebbe anche asserire, col senno di poi, che le sue linee essenziali e chiare sembrano anche inserirsi in un contesto nel quale anche il design e l'estetica in generale si spostano verso la semplificazione e la pulizia delle linee e delle forme), ma anche la volontà per le nuove generazioni di distanziarsi da un armamentario simbolico caratterizzato dal forte impianto nostalgico (fiamme con bara mussoliniana, fasci littori, busti del Duce) che mal si addice ad una gioventù che vive un'epoca diversa da quella in cui quei simboli ebbero successo. Il mutato contesto ideologico e politico si spinge sempre più oltre le barriere nazionali per assumere un respiro europeo e vede sorgere laboratori di idee che sempre più si allontanano dalle nostalgie per il fascismo in senso stretto. La croce celtica, simbolo antichissimo e appartenente alla tradizione primordiale, diviene perciò, in un senso che può anche apparire paradossale, l'aiuto per una sintesi simbolica più moderna delle novità di pensiero delle destre giovanili.
La sua adozione appare soprattutto frutto di un rinnovamento di pensiero profondo della giovane destra. Negli ambienti della destra politica si è concordi nell'identificare questo rinnovamento con la pubblicazione ed il successo di un foglio underground il nome della cui testata è: La voce della fogna, diretta e prodotta dall'allora ventiduenne Marco Tarchi. Il foglio esce per la prima volta a Firenze nel 1974, in un clima di crescente scontro politico, che porterà alla morte di molti militanti di destra e sinistra. Il periodico si contraddistingue, nell'ambito della pubblicistica di destra, per il suo stile moderno, ricco di ironia e di autoironia, che fa sentire il lettore partecipe del proprio tempo, adottando linguaggi e tematiche come fumetti, vignette, spazi dedicati alla musica rock e articoli sulla cultura pop e sul cinema di avanguardia. Un'innovazione che rende La Voce della Fogna leggibile anche da chi non milita a destra e che ha portato il politologo Marco Ravelli ad affermare che con quel periodico si inaugura “un nuovo modo di stare a destra..
Attorno alla rivista fiorentina, nella quale la croce celtica fa soventemente apparizione nasce e si rafforza la consapevolezza in molti giovani di destra che non è più il caso di sostenere la vecchia “destra nazionale” di Giorgio Almirante e del MSI, impegnata, dopo il successo elettorale del 1971, nella linea del doppiopetto e della maggioranza silenziosa e percepita come imbalsamata, perbenista e nostalgica, involuta su posizioni passatiste o di smaccato conservatorismo.
La croce celtica viene veicolata ulteriormente dal suo uso tra concerti musicali, stand con libri e musicassette e slogan come “la fantasia al potere”, all'interno dei raduni giovanili che prendono il nome di Campo Hobbit (nome di derivazione tolkieniana). Il primo di essi, organizzato nel giugno del 1977 vede, su invito de La voce della fogna, un migliaio di ragazzi incontrarsi a Montesarchio (Benevento) e l'ultimo, del 1980, più di tremila. Questi incontri, voluti ed organizzati da un compatto gruppo di giovani cementatosi attorno alle persone di Marco Tarchi e Generoso Simeone, Stenio Solinas, Gennaro Malgieri, rappresentano un importante laboratorio culturale e un momento di rinnovamento di pensiero per la destra ed il culmine di un tragitto di maturazione politica per molti partecipanti, che nella croce celtica trovano un'incarnazione simbolica di un nuovo concetto moderno di comunitarismo di essere destra aperto ai contributi culturali e politici che provengono da tutto il mondo e che abbraccia la creatività, l'ambientalismo abbandonando il tradizionale cameratismo fascista.
Sarà ancora Marco Tarchi ad animare quello che diviene il giornale di riferimento della Nuova Destra, il Diorama letterario, ma lo farà ben lontano dal MSI dal quale Almirante lo espelle perché la Nuova Destra, la destra della croce celtica, rifiuta di appoggiare la campagna referendaria missina per l'introduzione della pena di morte contro i terroristi, campagna che allontanerà dal partito moltissimi giovani..
La croce celtica resterà il simbolo più utilizzato dalla destra italiana anche durante tutti gli anni Ottanta, espandendosi in un uso quotidiano attraverso la sua presenza in ciondoli, poster, T-shirt, copertine di dischi, portachiavi ed anche tatuaggi.

### Altri usi
- La croce celtica è stata utilizzata anche come logo per una nota ed antica marca di orologi svizzeri, la Zodiac.
- La croce celtica è stata utilizzata come simbolo dal famoso serial killer noto come "Zodiac Killer" che terrorizzava la baia di San Francisco con omicidi senza movente rivendicati alla stampa e seguiti da lettere ed enigmi inviati a giornali (Chronicle) e polizia.
- Nel wrestling la Celtic Cross (Croce celtica) è il nome di una mossa finale usata da wrestler irlandesi come Sheamus e Dave Finlay.